# 21 (album av Adele)
21 är det andra albumet av sångerskan Adele. Albumet utgavs den 24 januari 2011 i Europa. Den första singeln var "Rolling in the Deep". 

## Låtlista
1. "Rolling in the Deep" - 3:48
2. "Rumour Has It" - 3:43
3. "Turning Tables" - 4:10
4. "Don't You Remember" - 4:03
5. "Set Fire to the Rain" - 4:01
6. "He Won't Go" - 4:37
7. "Take It All" - 3:48
8. "I'll Be Waiting" - 4:01
9. "One and Only" - 5:48
10. "Lovesong" - 5:16
11. "Someone Like You" - 4:45